# Kylie Jenner
Kylie Kristen Jenner (Los Angeles, 10 de agosto de 1997) é uma empresária, influenciadora e socialite norte-americana, que se destacou por participar no reality show Keeping Up with the Kardashians, que mostra o dia a dia da família Kardashian, estrelado por Kim Kardashian, sua irmã, e transmitido pelo canal E!.
Aos 14 anos, em 2012, ela colaborou com a marca de roupas PacSun, juntamente com sua irmã Kendall, e criou uma linha de roupas "Kendall & Kylie". Em 2015, Jenner lançou sua própria linha de cosméticos chamada Kylie Lip Kits, que foi renomeada para Kylie Cosmetics no ano seguinte. Ela também lançou um aplicativo móvel que alcançou o número um no iTunes App Store.
Em 2014 e 2015, a revista Time listou as irmãs Jenner na sua lista dos adolescentes mais influentes do mundo, citando a sua considerável influência entre os jovens nas mídias sociais. Em novembro de 2020, com mais de 200 milhões de seguidores, ela é a 4 pessoa mais seguida do mundo no Instagram. Em 2017, Jenner foi colocada na lista Forbes Celebrity 100, tornando-a a pessoa mais jovem a ser incluída na lista. Kylie também teve sua própria série, Life of Kylie, que estreou no E! em 6 de agosto de 2017.
Segundo a revista Forbes, o patrimônio líquido de Jenner está estimado em 1 bilhão de dólares, o que a torna, aos 21 anos de idade, a bilionária mais jovem do mundo a partir de março de 2019, só no ano de 2020 Kylie faturou US$ 590 milhões de dólares. No entanto, a noção de Jenner ser auto-fabricada é um tema de controvérsia, devido à sua formação privilegiada. Em maio de 2020, a Forbes divulgou um relatório, acusando Jenner – juntamente com sua mãe Kris Jenner – de forjar documentos sobre seu patrimônio líquido, e dos lucros sobre sua linha de maquiagem. De acordo com a revista, Kylie usou documentos fiscais falsos para ganhar o título de jovem bilionária. Em novembro de 2018, o New York Post creditou-a por ser a celebridade mais influente da indústria da moda.

## Início de vida
Jenner nasceu em 1997 em Los Angeles, Califórnia. Filha mais nova da vencedora do decatlo nos Jogos Olímpicos de Verão de 1976, Caitlyn Jenner e da personalidade de televisão, Kris Jenner, ela tem uma irmã mais velha, Kendall. Do lado da família de Kris, ela tem três meias-irmãs mais velhas, Kourtney, Kim e Khloé Kardashian, e um meio-irmão mais velho, Rob. Jenner também tem três meio-irmãos mais velhos do lado da família de Caitlyn — Burt, Brandon e Brody Jenner — e uma meia-irmã mais velha, Casey. Jenner frequentou a Sierra Canyon School, onde fazia parte da equipe de líderes de torcida. Jenner afirma ter actuado em peças enquanto frequentava a escola, juntamente com peças comunitárias. Em 2012, ela se formou e se matriculou em um programa de educação em casa, do qual ela se formou com um diploma do ensino médio em julho de 2015 na Laurel Springs School, em Ojai, Califórnia.

## Carreira

### 2007–2012:Keeping Up with the Kardashians
Em 2007, Jenner, juntamente com seus pais e irmãos, Kendall, Kourtney, Kim, Khloé e Rob, começou a aparecer no reality show, Keeping Up with the Kardashians, que narra a vida pessoal e profissional dos membros de sua família. O reality show foi um sucesso para a sua rede, E!, e resultou na criação de inúmeros spin-offs, incluindo Kourtney and Kim Take Miami, Khloé & Lamar, Kourtney and Kim Take New York e Kourtney and Khloé Take The Hamptons, em que Jenner fez várias participações especiais. Juntamente com sua irmã Kendall, apresentaram Glee: The 3D Concert Movie no Regency Village Theatre em Westwood, Califórnia, em agosto de 2011. No mesmo ano, as irmãs apareceram na revista Seventeen como estrelas do ano, e as selecionaram como "embaixadoras do estilo" da revista. As duas irmãs apresentaram a estreia de The Vow em Hollywood, em fevereiro de 2012. Também entrevistaram o elenco de The Hunger Games em estreia no The Nokia Theatre, em Los Angeles, em março de 2012. Mais tarde, no mesmo ano, ela estrelou, ao lado da irmã Kendall e da mãe Kris Jenner, um episódio do America's Next Top Model.

### 2013–2014: Reputação crescente
Kylie tem duas marcas de esmaltes lançadas pela Nicole by OPI, intitulada de Wear Something Spar-kylie e Rainbow in the S-kylie. Kendall e Kylie ganharam 100 mil dólares, cada em 2013. Em 15 de novembro de 2013, as irmãs Jenner anunciaram que lançariam The Kendall & Kylie Collection com a PacSun, que foi lançado em fevereiro de 2013. Desde a sua concepção, as irmãs lançaram várias coleções para esta linha. Em julho de 2013, as irmãs Jenner lançaram uma linha de jóias com a Glamhouse, de Pascal Mouawad, para criar a coleção de jóias Metal Haven by Kendall & Kylie.
Kylie criou uma conta no eBay onde ela leiloou roupas velhas para arrecadar dinheiro para o Children's Hospital Los Angeles. Jenner juntou-se à sua família numa venda de jardim de caridade em 10 de Novembro de 2013. Os lucros foram enviadas para a Share Our Strength: No Kid Hungry e a Greater Los Angeles Fisher House Foundation. Ela se juntou a Khloé, Kendall, Lil Twist e The Game na pista de boliche PINZ em Studio City, Califórnia, para um jogo de boliche beneficente no dia 19 de janeiro de 2014. O evento foi realizado para levantar dinheiro para a Robin Hood Foundation, uma organização sem fins lucrativos para a qual The Game se comprometeu a arrecadar 1 milhão de dólares em doações. As irmãs Jenner participaram dos dois jogos de Kick'n It For Charity Celebrity Kickball do cantor Chris Brown em Glendale, Califórnia, em 19 de julho e em 16 de agosto de 2014. No primeiro jogo, ela competiu na equipe do ator/cantor Quincy Brown. Jenner fez uma doação para a comunidade de Lésbicas Gays Bissexuais Transgêneros.
Em fevereiro de 2014, ela e Kendall lançaram uma linha de bolsas e sapatos para a linha Madden Girl de Steve Madden. As irmãs Jenner co-apresentaram o Much Music Video Awards 2014, onde Kylie fez sua estreia como atriz. Em agosto de 2014, as irmãs Jenner apareceram no vídeo musical "Recognize" do cantor PartyNextDoor. Jenner e sua irmã Kendall foram co-autores do romance distópico de ficção científica Rebels: City of Indra: The Story of Lex and Livia, que girava em torno de duas garotas gêmeas, Lex e Livia, em uma "biosfera auto-sustentável", reunida a partir dos restos da Terra conhecida como Indra. O romance foi criticado no lançamento como uma obra escrita por fantasmas, o que levou a sua escritora fantasma Maya Sloan a revelar que enquanto as irmãs Jenner escreveram um esboço de duas páginas para o que elas queriam que o romance fosse, Sloan foi verdadeiramente responsável pela escrita do livro. Entretanto, a diretora de criação das irmãs Jenner, Elizabeth Killmond-Roman, esclareceu que as duas tinham inúmeras chamadas no Skype e FaceTime com Sloan discutindo o conteúdo do romance. O romance foi amplamente criticado pela crítica e vendeu apenas 13,000 cópias nos primeiros quatro meses à venda. O livro também teve uma sequência, Time of the Twins, que também foi co-autoria das irmãs Jenner. Jenner lançou uma linha de extensões de cabelo por meio de uma parceria com a Bellami Hair, chamada Kylie Hair Kouture, em outubro de 2014.

### 2015–2018: Ascensão da Kylie Cosmetics

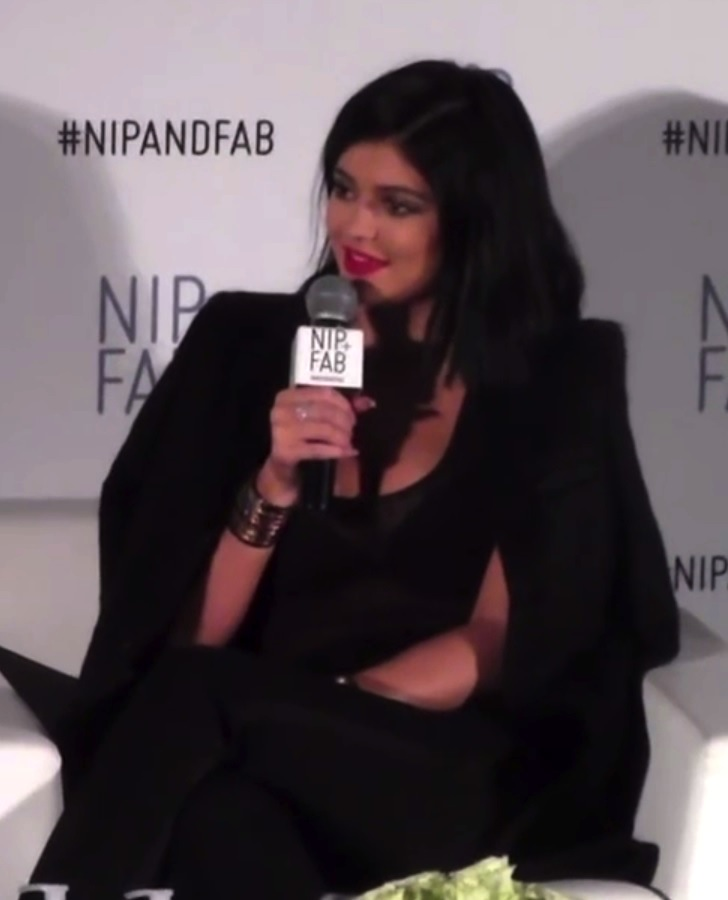
Jenner sendo entrevistada pela Nip + Fab em 2015.

Jenner tornou-se a segunda embaixadora da marca Nip + Fab em março de 2015. As irmãs Jenner foram vaiadas enquanto apresentavam a apresentação do cunhado Kanye West no Billboard Music Awards em maio de 2015. Em maio de 2015, estreou um episódio de Keeping Up with the Kardashians, no qual Jenner admitiu ter feito um aumento labial. Seus lábios melhorados a partir de preenchimentos labiais criaram especulações e ganharam sua publicidade. Antes da estreia do episódio, Jenner afirmou que ela apenas usava delineador labial e sobrepunha os lábios. Como resultado, a prática de aspirar os lábios em um copo pequeno para induzir maior fluxo sanguíneo para inchar os lábios foi chamada de "Kylie Jenner Challenge" (embora não houvesse indicação de que a própria Jenner utilizasse este método). Jenner respondeu a isto dizendo: "Eu não estou aqui para tentar e encorajar as pessoas/jovens a parecerem-se comigo ou a pensar que é assim que devem parecer". Em junho de 2015, as irmãs Jenner lançaram sua linha de roupas Kendall + Kylie com a varejista de moda britânica Topshop. Esta linha de roupas Topshop também apresentava trajes de banho. Em agosto de 2015, Jenner anunciou que lançaria sua primeira linha de batons como parte de seu kit de lábios auto-intitulado sob o nome de Kylie Lip Kit. Em setembro de 2015, Jenner lançou seu novo site personalizado e um aplicativo móvel. Em outubro de 2015, Jenner estrelou no vídeo musical de Tyga para a sua canção "Dope'd Up".

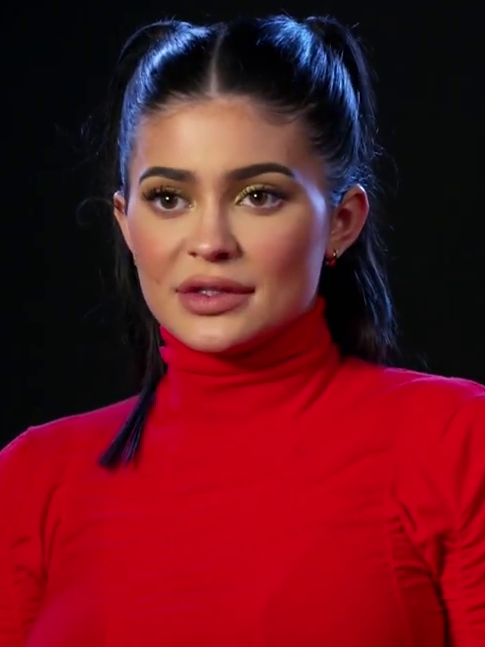
Jenner sendo entrevistada pela Hayu. em 2017.

Em fevereiro de 2016, a empresa de cosméticos Jenner foi renomeada para Kylie Cosmetics e o número de kits produzidos aumentou de 15,000 para 500,000. Jenner lançou um vídeo promocional de três minutos para uma série de gloss labial em março de 2016, dirigido por Colin Tilley e estrelado pelas modelos Karin Jinsui, Mara Teigen e Jasmine Sanders. A canção do vídeo foi revelada como "Three Strikes" por Terror Jr, uma banda criada no mesmo dia do lançamento do vídeo; no entanto, a vocalista, que mais tarde revelou ser a cantora Lisa Vatale, foi fortemente especulada como sendo a própria Jenner. Entretanto, Jenner posteriormente negou qualquer envolvimento com a banda. Em maio de 2016, ela estreou musicalmente na canção do produtor Burberry Perry "Beautiful Day", com Lil Yachty, Jordyn Woods e Justine Skye. No outono de 2016, Jenner foi anunciada para ser o novo rosto da Puma junto com Rae Sremmurd. Em abril de 2017, ela fez uma aparição surpresa no baile do Rio Americano High School, em Sacramento, ao lado do jovem Albert Ochoa, depois de ouvir que seu par tinha recusado.
Em junho de 2017, Jenner anunciou dois novos conjuntos de cosméticos em colaboração com sua irmã Khloe Kardashian e a coleção Kylie Cosmetics KoKo. Mais tarde naquele mês, Jenner foi acusada de roubar desenhos para uma série de itens de camuflagem lançados em sua loja online pela gravadora independente PluggedNYC, cujo diretor criativo apoiou as alegações. Mais tarde, em junho, Jenner foi colocada no número 59 na Forbes Celebrity 100, que calcula as 100 celebridades mais bem pagas dos 12 meses anteriores, depois de ganhar aproximadamente milhões de dólares, tornando-a a pessoa mais jovem da lista aos 19 anos de idade. Jenner colaborou com a marca de óculos escuros Quay Australia, sediada em Melbourne, para lançar uma linha de óculos escuros, Quay x Kylie. Em 2018, a empresa Kylie Cosmetics vendeu cerca de 630 milhões de dólares em maquiagem.
Jenner estrelou um reality show que gira em torno da sua vida, Life of Kylie, que estreou em agosto de 2017. O programa atraiu metade dos espectadores que o reality show de seu irmão Rob Kardashian, Rob & Chyna.

### 2019–presente: Estreia de Kylie Skin
Em abril de 2019, Jenner e sua irmã Kim Kardashian estavam se unindo para lançar uma nova fragrância. Essa colaboração se tornou a primeira incursão de Jenner em fragrâncias e foi lançada em 26 de abril. Em 2019, Jenner fundou sua própria marca de produtos para a pele, Kylie Skin, que foi lançada em 22 de maio de 2019. A marca começou a produzir produtos de derme, incluindo lavagens faciais, esfoliantes, hidratantes e toalhetes removedores de maquiagem. Em setembro, Jenner anunciou que está atuando como diretora artística de maquiagem no desfile da primavera de 2020 da Balmain na Paris Fashion Week. Para comemorar a nova linha, a Kylie Cosmetics e a Balmain lançaram uma coleção de maquiagens em cápsulas e disponível no dia 27 de setembro, no site da Kylie Cosmetics. Esta é a primeira vez que Jenner colabora em uma coleção de maquiagem com alguém fora do círculo interno de sua família. No entanto, ela cancelou sua participação na Paris Fashion Week porque estava muito doente para viajar a Paris para trabalhar e recebeu tratamento para sintomas semelhantes aos da gripe em um hospital. Em outubro de 2019, Jenner registrou a frase "subir e brilhar", uma frase que se tornou um meme quando imagens de Jenner cantando a frase para sua filha de 1 ano de idade, Stormi, ficaram virais. A hashtag #RiseandShine alcançou um bilhão de visualizações no TikTok, tornando-a a tendência de hashtag de crescimento mais rápido da plataforma.

## Vida pessoal
Kylie namorou com o cantor australiano Cody Simpson em 2011. Também namorou com o rapper Tyga, entre 2014 a 2017.
Jenner e o rapper Travis Scott tiveram um relacionamento entre 2017 a 2019, e posteriormente de 2021 a 2023, juntos têm dois filhos, Stormi Webster, nascida em 1 de fevereiro de 2018 e Aire Webster (anteriormente Wolf Webster), nascido em 2 de fevereiro de 2022.

### Fortuna
Em março de 2019, a revista Forbes incluiu Jenner na sua lista de bilionários. Além de sua carreira na televisão, que começou com Keeping Up with the Kardashians, a grande fortuna de Jenner também vem de sua empresa de maquiagem, Kylie Cosmetics, avaliada em 1 bilhão de dólares. Mais tarde, em 2020, confirmou-se que Kylie não era afinal bilionária, e sim milionária, pois a sua fortuna estava avaliada em 900 milhões de dólares.

### Controvérsias

#### Coleção "Rock vs. Rap"
Em 28 de junho de 2017, as irmãs Jenner anunciaram que lançariam uma linha de camisetas vintage para sua linha de roupas Kendall + Kylie chamada Rock vs. Rap, com as semelhanças de vários artistas de rock e rap, incluindo The Notorious B.I.G., Tupac Shakur, Metallica, Pink Floyd, The Doors, Ozzy Osbourne e Led Zeppelin, com fotos das irmãs Jenner sobrepostas a elas. O anúncio desta linha de produtos recebeu uma reação rápida de parentes e representantes das figuras representadas nas próprias camisas, incluindo Sharon Osbourne, Jim Jampol e Voletta Wallace, mãe de Biggie Smalls. Elas também foram criticadas nas mídias sociais e foram chamados de "insensíveis". Wallace, o gerente de The Doors e Jim Morrison, emitiram uma carta às irmãs Jenner, escrevendo que eles não autorizavam o uso das semelhanças destes ícones musicais pelas irmãs. As irmãs Jenner pediram desculpas pelas camisas e as tiraram do mercado.

#### Capa daForbes
Jenner apareceu na capa da edição de agosto de 2018 da Forbes. Eles estimaram que ela tinha um patrimônio líquido de 900 milhões de dólares, e que estava prestes a se tornar a mais jovem bilionária "por conta própria". Isto iria desmbarcar Mark Zuckerberg, que se tornou bilionário aos 23 anos de idade. No entanto, o uso do termo "por conta própria" pela publicação provocou críticas e piadas online. Os críticos argumentaram que Jenner já nasceu para a fama e a fortuna. O Dictionary.com do Twitter definiu de forma atrevida o termo "por conta própria". O comediante Fat Jew criou uma página no GoFundMe para ajudar Kylie Jenner a ganhar mais 100 milhões de dólares para que ela se tornasse oficialmente uma bilionária. A comediante Michelle Wolf teve uma comédia viral de stand-up relacionada com a forma como Jenner ganhou fama e sucesso. Algumas discussões tomaram um tom mais sério, com jornalistas escrevendo artigos sobre distribuição de riqueza, desigualdade e herança, bem como mobilidade ascendente na sociedade. No entanto, celebridades como a meia-irmã de Jenner, Kim Kardashian, e a socialite Paris Hilton defenderam Jenner, legitimando afirmações de que ela é realmente feita por si própria, enquanto Hilton também se descreveu como sendo feita por si própria. Jenner respondeu que “A coisa feita por si própria é verdade... Meus pais me disseram que eu precisava fazer meu próprio dinheiro, é hora de aprender a economizar e gastar seu próprio dinheiro, coisas assim. O que eu estou tentando dizer é que eu tinha uma plataforma, mas nenhum do meu dinheiro é herdado.”

### Ações judiciais e disputas civis

#### Marca "Kylie"
Em fevereiro de 2017, a cantora australiana Kylie Minogue ganhou uma batalha legal contra Jenner pela marca registrada "Kylie". Jenner tinha apresentado um pedido de marca registrada nos EUA para uso do nome "Kylie" para "serviços de publicidade" e "serviços de endosso" em 2015.

#### Vlada Haggarty
Em janeiro de 2017, a maquiadora Vlada Haggarty afirmou que Jenner havia roubado o estilo criativo e a estética de seu próprio trabalho, como o brilho labial, para seus próprios produtos, Jenner mais tarde creditou Vlada nas redes sociais e seu trabalho na criação do logotipo e um acordo não revelado foi pago para evitar quaisquer questões legais futuras.

#### Logotipo de batomneon
Sara Pope, uma pintora britânica cujo trabalho já foi apresentado em galerias de arte em várias cidades do mundo, entrou com uma ação contra Jenner e a NBC Universal pelo uso do logotipo em um batom neon. Pope afirmou que Jenner postou em suas contas de mídia social uma imagem notavelmente semelhante à peça mais famosa de Pope, "Temptation Neon" e o usou para promover o reality show de Jenner, Life of Kylie. A TMZ informou que a arte de produção criada para a série, incluindo o design dos batons, foi criada por um designer de terceiros.

## Filmografia

### Cinema
| Ano  | Título    | Papel     |
| ---- | --------- | --------- |
| 2018 | Ocean's 8 | Ela mesma |

### Televisão
| Ano           | Título                          | Papel      | Notas                                 |
| ------------- | ------------------------------- | ---------- | ------------------------------------- |
| 2007–2021     | Keeping Up with the Kardashians | Ela mesma  | 193 episódios                         |
| 2017          | Life of Kylie                   | Ela mesma  | 8 episódios                           |
| 2021          | Trolls Holiday in Harmony       | Penelopuff | Filme de TV                           |
| 2022-presente | The Kardashians                 | Ela mesma  | Elenco principal                      |
| 2023          | The Simpsons                    | Ela mesma  | Episódio: "Treehouse of Horror XXXIV" |

### Vídeos musicais
| Ano  | Título                  | Artista(s)                      |
| ---- | ----------------------- | ------------------------------- |
| 2013 | "Find That Girl"        | Boy Band Project                |
| 2014 | "Recognize"             | PartyNextDoor com Drake)        |
| 2014 | "Blue Ocean"            | Jaden Smith                     |
| 2015 | "Stimulated"            | Tyga                            |
| 2015 | "Dope'd Up"             | Tyga                            |
| 2015 | "I'm Yours"             | Justine Skye com Vic Mensa      |
| 2016 | "Come and See Me"       | PartyNextDoor                   |
| 2018 | "Stop Trying To Be God" | Travis Scott                    |
| 2020 | "WAP"                   | Cardi B com Megan Thee Stallion |

## Prêmios e indicações
| Ano  | Associação         | Categoria                                                                          | Resultado | Ref.    |
| ---- | ------------------ | ---------------------------------------------------------------------------------- | --------- | ------- |
| 2013 | Teen Choice Awards | Choice TV Reality Star: Female (compartilhado com o elenco feminino de Keeping Up) | Venceu    | [ 147 ] |
| 2014 | Teen Choice Awards | Choice TV Reality Star: Female (compartilhado com o elenco feminino de Keeping Up) | Indicado  | [ 148 ] |
| 2015 | Teen Choice Awards | Choice Instagrammer                                                                | Indicado  | [ 149 ] |
| 2015 | Teen Choice Awards | Choice Selfie Taker                                                                | Indicado  | [ 149 ] |
| 2016 | Shorty Awards      | Snapchatter Of The Year                                                            | Indicado  | [ 150 ] |
| 2017 | Shorty Awards      | Celebrity                                                                          | Indicado  | [ 151 ] |
| 2017 | Teen Choice Awards | Choice Instagrammer                                                                | Indicado  | [ 152 ] |
| 2017 | Teen Choice Awards | Choice Snapchatter                                                                 | Indicado  | [ 152 ] |
| 2019 | Teen Choice Awards | Choice Social Star                                                                 | Indicado  | [ 152 ] |